# Diocesi di Dipolog
La diocesi di Dipolog (in latino Dioecesis Dipologana) è una sede della Chiesa cattolica nelle Filippine suffraganea dell'arcidiocesi di Ozamiz. Nel 2021 contava 748.200 battezzati su 1.056.000 abitanti. È retta dal vescovo Severo Cagatan Caermare.
Patrona della diocesi è Nostra Signora del Santissimo Rosario.

## Territorio
La diocesi comprende la provincia filippina di Zamboanga del Norte sull'isola di Mindanao.
Sede vescovile è la città di Dipolog, dove si trova la cattedrale di Nostra Signora del Santo Rosario. A Siari, nella municipalità di Sindangan, sorge il santuario diocesano della Divina Misericordia.
Il territorio si estende su 7.301 km² ed è suddiviso in 38 parrocchie, raggruppate in 8 vicariati.

## Storia
La diocesi è stata eretta il 31 luglio 1967 con la bolla Quantum prosit di papa Paolo VI, ricavandone il territorio dall'arcidiocesi di Zamboanga, di cui originariamente era suffraganea.
Nel 1980 è stato inaugurato il seminario diocesano Cor Jesu.
Il 24 gennaio 1983 è entrata a far parte della provincia ecclesiastica dell'arcidiocesi di Ozamiz.
La diocesi è impegnata nello sviluppo umano integrale attraverso il potenziamento delle comunità, la riconciliazione nazionale, il dialogo e l'ecumenismo e la protezione dell'ambiente.

## Cronotassi dei vescovi
Si omettono i periodi di sede vacante non superiori ai 2 anni o non storicamente accertati.
- Felix Sanchez Zafra † (31 luglio 1967 - 20 ottobre 1986 nominato vescovo di Tagbilaran)
- Jose Ricare Manguiran (27 maggio 1987 - 25 luglio 2014 ritirato)
- Severo Cagatan Caermare, dal 25 luglio 2014

## Statistiche
La diocesi nel 2021 su una popolazione di 1.056.000 persone contava 748.200 battezzati, corrispondenti al 70,9% del totale.
| anno | popolazione | popolazione | popolazione | presbiteri | presbiteri | presbiteri | presbiteri                | diaconi | religiosi | religiosi | parrocchie |
| anno | battezzati  | totale      | %           | numero     | secolari   | regolari   | battezzati per presbitero | diaconi | uomini    | donne     | parrocchie |
| ---- | ----------- | ----------- | ----------- | ---------- | ---------- | ---------- | ------------------------- | ------- | --------- | --------- | ---------- |
| 1970 | 341.158     | 386.000     | 88,4        | 20         | 18         | 2          | 17.057                    |         | 2         | 14        | 15         |
| 1980 | 434.000     | 536.000     | 81,0        | 36         | 30         | 6          | 12.055                    |         | 12        | 18        | 20         |
| 1990 | 540.000     | 720.000     | 75,0        | 42         | 38         | 4          | 12.857                    |         | 7         | 18        | 29         |
| 1998 | 900.300     | 990.900     | 90,9        | 55         | 49         | 6          | 16.369                    | 2       | 7         | 14        | 33         |
| 2001 | 793.520     | 991.900     | 80,0        | 51         | 48         | 3          | 15.559                    |         | 4         | 26        | 33         |
| 2002 | 653.318     | 823.130     | 79,4        | 56         | 53         | 3          | 11.666                    |         | 10        | 26        | 33         |
| 2003 | 688.100     | 853.875     | 80,6        | 55         | 52         | 3          | 12.510                    | 1       | 10        | 26        | 33         |
| 2004 | 663.000     | 823.130     | 80,5        | 55         | 52         | 3          | 12.054                    | 1       | 10        | 26        | 33         |
| 2006 | 689.000     | 855.000     | 80,6        | 64         | 61         | 3          | 10.765                    | 1       | 15        | 24        | 34         |
| 2013 | 787.000     | 977.000     | 80,6        | 68         | 67         | 1          | 11.573                    | 1       | 13        | 45        | 40         |
| 2016 | 568.973     | 974.132     | 58,4        | 68         | 68         |            | 8.367                     |         | 11        | 43        | 40         |
| 2019 | 614.715     | 1.027.570   | 59,8        | 84         | 84         |            | 7.318                     |         | 12        | 38        |            |
| 2021 | 748.200     | 1.056.000   | 70,9        | 93         | 93         |            | 8.045                     |         | 12        | 38        |            |